# Eunomia (planetka)
(15) Eunomia je velmi velká planetka skrytá uvnitř hlavního pásu. Je to největší planetka typu S. Objevil ji 29. července 1851 Annibale de Gasparis. Planetka je pojmenována po hóře Eunomii, což je v řecké mytologii bohyně zákonnosti.